# Stazione di Leonessa
Stazione di Leonessa vasútállomás Olaszországban, Leonessa településen.

## Vasútvonalak
Az állomást az alábbi vasútvonalak érintik:
- Foggia-Potenza-vasútvonal

## Kapcsolódó állomások
A vasútállomáshoz az alábbi állomások vannak a legközelebb:
- Stazione di Rocchetta Sant'Antonio-Lacedonia
- Stazione di Melfi